# Stilbit
Stilbit (af græsk stilbos = "skinnende") er et gråligt eller hvidt mineral af zeolittypen. Det kaldes også for desmin. Mineralet har en hårdhed på 3,5-4 og en massefylde på 2,2 g/cm³. Den kemiske sammensætning er noget forskellig:
- CaAl2Si7O18 * 6 H2O – mineraler
- CaAl2Si7O18 * 7 H2O – mineraler, sten og ædelsten
- (Ca,Na2,K2)[Al2Si7O18] * 7 H2O – mineraler og bjergarter
- NaCa2Al5Si13O36 * 14 H2O – bjergarter, mineraler, fossiler

Stilbit er almindeligt forekommende i basalt, hvor det findes udkrystalliseret i blærer. Desmin er et andet navn for stilbit. Desuden er det navnet på et zeolitprodukt, som fremstilles i det nordlige Canada.
Når natriumsilikat (Na2Si3O7, H2O), vandglas, bliver behandlet elektrolytisk med en anode af aluminium og en katode af et andet metal, dannes en sejtflydende zeolit med en konsistens, der er som dej ved 20 °C, mens den er stålhård ved ÷5 °C. Zeolitten er elektrisk ledende og kan smedes ved temperaturer i nærheden af frysepunktet.

## Eksterne links
- Beskrivelse af desmin/stilbit (på engelsk)